# 비악자이언트쥐
비악자이언트쥐 또는 비악섬자이언트쥐(Uromys boeadii)는 쥐과에 속하는 설치류의 일종이다. 뉴기니섬의 북서부 해안을 따라 비악섬에서 발견된다.